# 橘斑嬌麗魚
橘斑嬌麗魚，為輻鰭魚綱鱸形目隆頭魚亞目慈鯛科的其中一種，分布於中美洲哥斯大黎加至尼加拉瓜的淡水流域，體長可達7.9公分，棲息在河川中底層水域，生活習性不明。

## 擴展閱讀
維基物種上的相關：橘斑嬌麗魚